# Sophie Rodriguez
Sophie Rodriguez (Grenoble, 7 luglio 1988) è un'ex snowboarder francese.

## Biografia
In Coppa del Mondo di snowboard ha esordito l'8 marzo 2003 a Serre Chevalier salendo sul podio al secondo posto e ha ottenuto la prima vittoria il 13 gennaio 2004 a Kreischberg.
In carriera ha preso parte a tre edizioni dei Giochi olimpici invernali, Torino 2006 (13ª nell'halfpipe), Vancouver 2010 (5ª nell'halfpipe) e Soči 2014 (7ª nell'halfpipe), e a sei dei Campionati mondiali, vincendo una medaglia  (bronzo nell'halfpipe a Stoneham 2013).

## Palmarès

### Mondiali
- 1 medaglia:
  - 1 bronzo (halfpipe a Stoneham 2013)

### Mondiali juniores
- 4 medaglie:
  - 4 ori (halfpipe a Klínovec 2004; snowboard cross, halfpipe a Zermatt 2005; halfpipe a Valmalenco 2008)

### Universiadi
- 1 medaglia:
  - 1 argento (halfpipe a Erzurum 2011)

### Festival olimpico della gioventù europea
- 1 medaglia:
  - 1 oro (halfpipe a Monthey 2005)

### Coppa del Mondo
- Miglior piazzamento nella Coppa del Mondo generale di freestyle: 3ª nel 2013
- Miglior piazzamento nella Coppa del Mondo di halfpipe: 3ª nel 2006, nel 2009 e nel 2013
- 16 podi:
  - 2 vittorie
  - 5 secondi posti
  - 9 terzi posti

#### Coppa del Mondo - vittorie
| Data            | Luogo         | Paese   | Disciplina |
| --------------- | ------------- | ------- | ---------- |
| 23 gennaio 2004 | Kreischberg   | Austria | HP         |
| 27 marzo 2013   | Sierra Nevada | Spagna  | HP         |

Legenda:

HP = Halfpipe